# Кудрявщино
Кудря́вщино - село Данковского района Липецкой области, административный центр Кудрявщинского сельсовета.

## История
В документах 1677 г. упоминается поместная земля Петра Кудрявцева в Данковском уезде, на р. Панике. Кудрявцев поселил здесь деревню, которая получила название по её основателю. 
Паники, Нововоскресенское, Кудрявщино тож, в качестве села с церковью Преображения Господня упоминается в окладных книгах, где замечено, что оная церковь обложена данью 3 августа 1759 года. Каменная Воскресенская церковь с приделами Преображенским и Покровским построена в 1822 году помещиком Иваном Ивановичем Кудрявцевым.
В XIX — начале XX века село являлось центром Кудрявской волости Данковского уезда Рязанской губернии. В 1906 году в селе было 97 дворов.
С 1928 года село являлось центром Кудрявщинского сельсовета Берёзовского района Козловского округа Центрально-Чернозёмной области, с 1954 года — в составе Липецкой области, с 1959 года — в составе Данковского района.
До 2009 года в селе действовала средняя общеобразовательная школа.

## Население
| 1859 | 1906 | 2010 |
| ---- | ---- | ---- |
| 747  | ↘670 | ↘404 |

## Инфраструктура
В селе имеются детский сад, фельдшерско-акушерский пункт, отделение почтовой связи.

## Достопримечательности
В селе расположена недействующая Церковь Воскресения Христова (1822).

## Известные люди
Уроженцем его является писатель В.М. Кудашев (1902-1941), погибший в Великую Отечественную войну при обороне Москвы.